# Eugénie Kapnist
Eugénie Kapnist   (Imperi Rus, 1880 - 1930) fou una poeta d'expressió francesa d'origen greco-rus.
Filla del comte grec Piotr Kàpnist i d'una descendent de la família Stenbock-Fermor, i de Gavriïl Derjavin, va créixer a França i va passar la vida entre Grècia, Rússia i França. Va descobrir la poesia d'André Chénier molt d'hora, als dotze anys. L'any 1897 va fer instal·lar una placa de marbre de Paros al cementiri de Picpus en commemoració d'André Chénier.
Publica el seu recull de poemes, L'Acropole, el 1908. La primera part del recull està formada per poemes d'inspiració clàssica i amb una gran influència de Chénier. La resta de composicions sorgeixen de la seva pròpia inspiració, i contenen la personalitat, el pensament i l'esperit filosòfic de l'autora.
Era una fervent partidària de la insurrecció de la Creta de l'any 1897 i de la seva unió a Grècia; escriu un himne per als grecs caiguts als combats de l'Olimp l'any 1897. A la Fronda el 12 de gener de 1898 escriu: "En l'aixafament de tot un poble, que acabem de veure, en la violació de tota justícia, de tot honor, davant d'una nació desarmada, bloquejada, aïllada i provocada per tot arreu — hi ha molts punts en comú, a una escala més gran, amb el que es practica diàriament contra les dones". Amb la seva germana Ida, foren membres associades del Congrés internacional d'arqueologia (1a , Atenes 1905). S'interessà també per la situació dels detinguts; l'any 1902 pronuncià un discurs sobre les presons gregues i al setembre 1905 participà al Congrés penitenciari internacional de Budapest: «La introducció del règim del treball a l'aire lliure és un deure de justícia cap al detingut, i més perquè l'estat sanitari de les presons deixa molt a desitjar».

## Obres
- L'Acropole, poemes A. Lemerre, 1908
- Prométhée, drama líric, París, Collection de la Poétique, 1909